# Tanatos
Tanatos je v grški mitologiji bog smrti in brat Hipnosa. V psihoanalizi pomeni tanatos destruktivni nagon, ki je nasprotje erosu, nagonu po ljubezni, oziroma spolnem nagonu. Tanatos je sin Niks, boginje noči.